# Ercole Roncaglia
Ercole Roncaglia (Modena, 5 marzo 1886 – Modena, 11 marzo 1965) è stato un generale italiano, veterano della prima guerra mondiale dove si distinse come ufficiale di artiglieria e poi di Stato maggiore, durante la seconda guerra mondiale fu comandante della 10ª Divisione fanteria "Piave", del Comando Militare della Tripolitania e poi del XIV Corpo d'armata di stanza in Montenegro. Fu insignito di una Medaglia di bronzo e di una Croce di guerra al valor militare, e con la Croce di Cavaliere dell'Ordine militare d'Italia.

## Biografia
Appartenente ad un nobile Casato, nacque a Modena il 5 marzo 1886. Arruolatosi nel Regio Esercito divenne ufficiale, assegnato all'arma di artiglieria. Combatte nella prima guerra mondiale, dapprima come capitano di un reggimento di artiglieria da campagna, e poi, promosso maggiore e quindi tenente colonnello, presso il Comando di Stato maggiore del XIX Corpo d'armata. Al termine del conflitto risultava decorato con una Medaglia di bronzo e una Croce di guerra al valor militare. Promosso colonnello fu nominato comandante del 22º Reggimento artiglieria "Aosta", di stanza a Palermo, e poi del 4° Centro automobilistico nel triennio 1933-1936.
Divenuto generale di brigata il 1º luglio 1937, fu dapprima al comando dell'artiglieria del Corpo d'armata di Torino, poi dell'artiglieria del Corpo d'armata di Bologna e poi ancora al comando della Guardia alla frontiera del XIV Corpo d'armata a Treviso.
Dal 1º novembre 1939 assegnato al comando della 10ª Divisione fanteria "Piave" di stanza a Padova, venendo promosso generale di divisione il 1 gennaio 1940. La dichiarazione di guerra a Francia e Gran Bretagna, avvenuta il 10 giugno dello stesso anno, lo colse con la divisione dislocata in Veneto, sparsa tra Padova, Vicenza e Treviso.
Rimase al comando della divisione, curandone dapprima il rischieramento in Sicilia, e poi anche la trasformazione in Grande Unità motorizzata, fino al 15 ottobre 1942, quando fu nominato Comandante Militare della Tripolitania. Rimase in Africa Settentrionale Italiana fino al 23 gennaio 1943, quando con la definitiva perdita della Tripolitania, conquistata dagli Alleati fu fatto rientrare in Patria.
Messo a temporanea disposizione del Ministero della guerra a Roma, vi rimase fino al maggio successivo, quando, promosso generale di corpo d'armata dal 1 luglio dello stesso anno fu destinato al comando del XIV Corpo d'armata con Quartier generale a Podgorica (Montenegro), alle dirette dipendenze del Gruppo d'armate Est del generale Ezio Rosi.
Qui lo colse la proclamazione dell'armistizio dell'8 settembre e venne catturato dai tedeschi il giorno 15 che, successivamente, lo internarono al campo 64/Z di Schokken (Skoki) in Polonia. Rimase prigioniero di guerra fino al gennaio 1945, quando venne liberato dalle truppe dell'Armata Rossa e poi rimpatriato. Decorato con la Croce di Cavaliere dell'Ordine militare d'Italia il 13 maggio 1948, si spense a Modena nel 1965.

### Annotazioni
1. ↑  Il XIV Corpo d'armata, forte di 55.800 uomini, disponeva di quattro divisioni italiane e una tedesca. La 1ª Divisione alpina "Taurinense", presidiava Nikšić, comandata dal generale Lorenzo Vivalda; la 19ª Divisione fanteria "Venezia", presidiava Berane, comandata dal generale Giovanni Battista Oxilia; la 23ª Divisione fanteria "Ferrara", presidiava la valle del fiume Zeta con Podgorica e Cettigne, comandata dal generale Antonio Franceschini; la 155ª Divisione fanteria "Emilia", presidiava le Bocche di Cattaro, comandata dal generale Ugo Buttà. La 118. Infanterie Division del generale Hoseph Kübler era dislocata in un vasto territorio tra il Montenegro e la Erzegovina, con basi a Prjepolje, Pljevlja, e Zabliak.

### Fonti
1. 1 2 3 4 5 6 7  Generals.
2. ↑  Pettibone 2010, p. 133.
3. ↑  Gavagna, Themelly, Cordova 2001, p. 126.
4. ↑  Gavagna, Themelly, Cordova 2001, p. 130.
5. ↑   Sito web del Quirinale: dettaglio decorato, su quirinale.it. URL consultato il 22 dicembre 2018.